# Arad (stolica tytularna)
Arad – dawne biskupstwo w rzymskiej prowincji Palestina III (obecnie stanowisko archeologiczne Tel Arad w Izraelu).
Należało do metropolii Petra. Jest znany jeden biskup z V wieku (bp Stefan). Od XVIII w. biskupstwo tytularne (nieobsadzone od 1969).